# فتاة الوادي (فلم)
فتاة الوادي (بالإنجليزية: Valley Girl) هو فيلم كوميدي تم إنتاجه في الولايات المتحدة وصدر في سنة 1983. من بطولة نيكولاس كيج.

## الميزانية والإيرادات
بلغت تكلفة إنتاج الفيلم حوالي 350000600000 دولار بينما حقق أرباحا تقدر بـ 17343596 دولار.

## وصلات خارجية
- مقالات تستعمل روابط فنية بلا صلة مع ويكي بيانات